# Elektrorollstuhl-Hockey

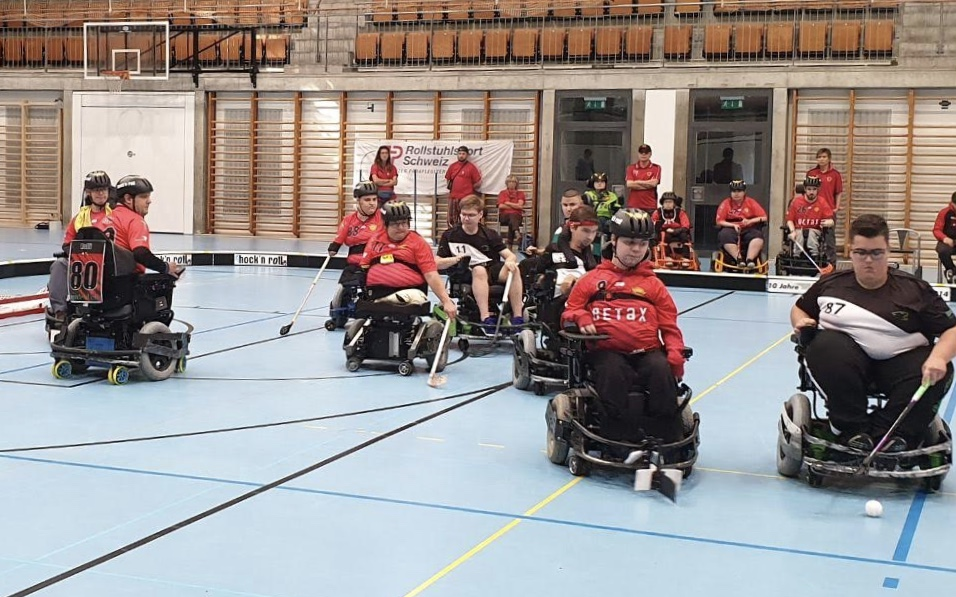
Szene aus dem NLA-Spiel Rolling Thunder Bern gegen Iron Cats Zürich (7. September 2019)

Elektrorollstuhl-Hockey (abgekürzt: E-Hockey), auch Powerchair Hockey, wird vorwiegend von Menschen gespielt, die für ihre Mobilität auf einen Elektrorollstuhl angewiesen sind.
Diesen Behindertensport betreiben meist schwer Körperbehinderte mit den Behinderungsarten Muskelschwund (Muskelatrophie und Muskeldystrophie), spastischer Lähmung (Tetraspastik), Osteogenesis imperfecta (Glasknochenkrankheit), Spina bifida und Querschnittlähmung.

## Spielfeld und Ziel

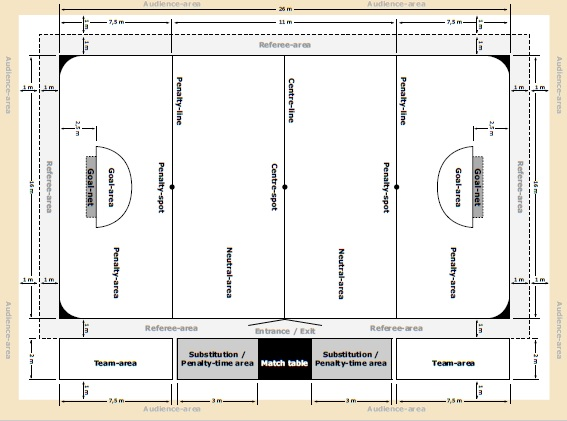
Spielfeld

Elektrorollstuhl-Hockey wird auf einem mit Banden begrenzten Hallenspielfeld der Größe 28 m × 16 m gespielt. Die Tore messen 2,40 m (Länge) × 0,40 m (Tiefe) × 0,20 m (Höhe) und sind wie beim Eishockey so aufgestellt, dass auch hinter dem Tor gespielt werden kann. Das Ziel einer Mannschaft ist es, den gelochten Plastikball (Umfang des Balles: 22,4 bis 23,5 cm) mittels eines Hockeyschlägers ins gegnerische Tor zu befördern. Die Mannschaft, die nach der regulären Spielzeit von 2 × 20 min mehr erzielte Tore hat, ist der Gewinner des Spiels. Ein E-Hockey-Team besteht aus vier Feldspielern, einem Torwart und fünf Ersatzspielern.

## Regeln

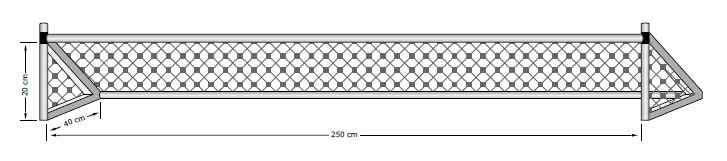
Tor

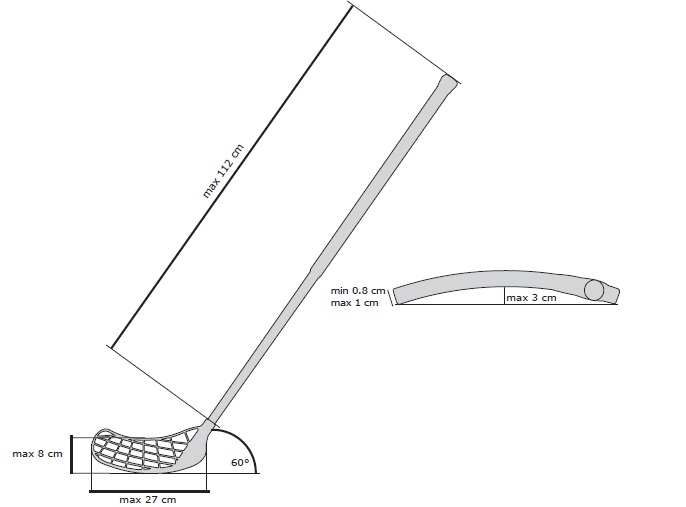
Mobiler Schläger

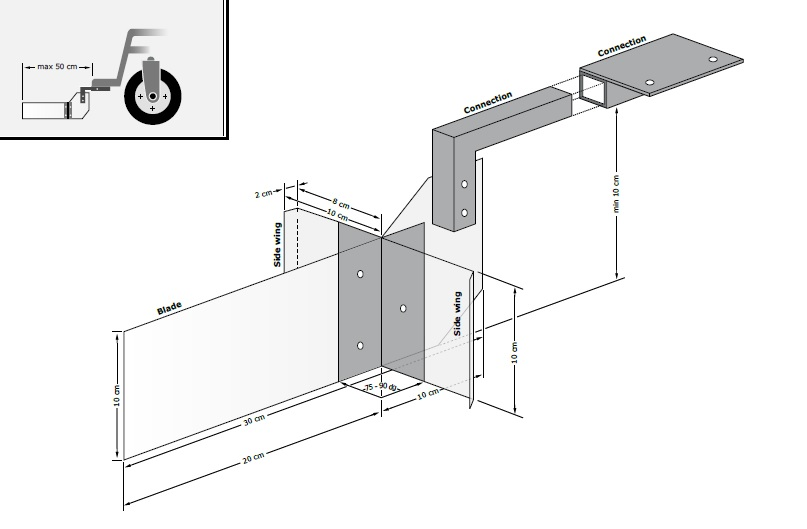
Fest montierter Schläger

Der Torwart muss seinen Hockeyschläger fest an seinen Elektrorollstuhl montiert haben, wobei die einzuhaltende Form, Maße und Abstände des speziellen Hockeyschlägers entsprechend den Regeln eingehalten werden müssen. Die Feldspieler können Feld- und Eishockeyschläger jeder Art einsetzen. Sie können ihre Hockeyschläger entweder frei in der Hand halten oder bei nicht ausreichender Muskelkraft regelkonform an ihren Elektrorollstuhl montieren. Wegen der bestehenden Funktionseinschränkungen an den Armen und Händen, ganz besonders bei Spielern mit geringer Muskelkraft, spielt der Einsatz der Motorkraft des Elektrorollstuhles eine bedeutende Rolle.
Aufgrund der unterschiedlichen Behinderungen sind manche Spieler stärker eingeschränkt als andere. Um im Spiel dennoch Chancengleichheit zu gewährleisten, wurde 2004 ein offizielles Klassifizierungssystem eingeführt. So werden den Spielern abhängig von ihren körperlichen Fähigkeiten (Bewegungsradius, Muskelkraft etc.) Punktwerte zugeordnet, die von 0,5 (für Spieler mit festmontiertem Schläger und eingeschränktem Sichtfeld) bis 5,0 (für Spieler, die im Alltag nicht auf einen Elektrorollstuhl angewiesen sind) reichen. Eine Mannschaft muss darauf achten, dass die im Spiel gemeinsam eingesetzten Spieler insgesamt höchstens 11 Punkte haben.

## Nationale Meisterschaften

### Deutschland
In Deutschland entwickelte sich Elektrorollstuhl-Hockey Anfang der achtziger Jahre. Der erste Deutsche Meister wurde 1992 bei einem Turnier in Würzburg ermittelt und kam (wie in den darauffolgenden Jahren auch) aus München. Seit 2005 ist ein zweiklassiger Ligabetrieb installiert, in dem der Deutsche Meister ermittelt wird. Ab der Saison 2010/2011 wurde die 3. Bundesliga eingeführt. Bekannte Teams sind die Würzburger Ballbusters, die Black Knights Dreieich, die Munich Animals oder Torpedo Ladenburg.
- 2006: Torpedo Ladenburg
- 2007: Torpedo Ladenburg
- 2008: Torpedo Ladenburg
- 2009: Torpedo Ladenburg
- 2010: Torpedo Ladenburg
- 2011: Munich Animals
- 2012: AC 92 Weinheim
- 2013: Torpedo Ladenburg
- 2014: Torpedo Ladenburg
- 2015: Munich Animals
- 2016: Black Knights Dreieich
- 2017: Black Knights Dreieich
- 2018: Black Knights Dreieich
- 2019: Black Knights Dreieich
- 2020: Keine Titelvergabe (Meisterschaftsabbruch infolge Corona-Pandemie)
- 2021: Keine Titelvergabe (Infolge Corona-Pandemie)
- 2022: Black Knights Dreieich
- 2023: Black Knights Dreieich

### Schweiz
In der Schweiz wurde bis 2013 in einem Cup System der inoffizielle Schweizer Meister ermittelt. Seit der Saison 2013/14 gibt es nun eine Nationalliga A und B, wo der offizielle Schweizer Meister ermittelt wird. Der Cup wird als Swisscup weiter geführt. 12 Mannschaften nahmen am Liga Turnier 2016 teil. Zu den erfolgreichsten Teams zählen die Mannschaften aus Bern und Zürich.
Meisterschaft
- 2014: Iron Cats Zürich
- 2015: Rolling Thunder Bern
- 2016: Rolling Thunder Bern
- 2017: Iron Cats Zürich
- 2018: Iron Cats Zürich
- 2019: Iron Cats Zürich
- 2020: Keine Titelvergabe (Meisterschaftsabbruch infolge Corona-Pandemie)
- 2021: Keine Titelvergabe (Keine Meisterschaft infolge Corona-Pandemie)
- 2022: Iron Cats Zürich
- 2023: Iron Cats Zürich
- 2024: Iron Cats Zürich
- 2025: Iron Cats Zürich

Pokal
- 2014: Iron Cats Zürich
- 2015: Zeka Rollers Baden
- 2016: Iron Cats Zürich
- 2017: Iron Cats Zürich
- 2018: Iron Cats Zürich
- 2019: Iron Cats Zürich
- 2020: keine Titelvergabe (Turnierabsage infolge Corona-Virus)
- 2021: keine Titelvergabe (Turnierabsage infolge Corona-Virus)

### Österreich
In Österreich steckt E-Hockey noch in den Kinderschuhen. Die Rollende Titanen aus Mäder sind die einzige Mannschaft, die regelmäßig trainiert und sogar an internationalen Turnieren teilnimmt.

## Weltmeisterschaften
Elektrorollstuhl-Hockey wird nicht nur in Deutschland gespielt. Ursprünglich kommt der Sport aus den Niederlanden. In unregelmäßigen Abständen werden internationale Turniere ausgetragen, bei denen das deutsche Team regelmäßig um die vorderen Plätze mitspielt.
Die erste IWAS Weltmeisterschaft fand im Juni 2004 im finnischen Helsinki statt, Weltmeister wurden die Niederlande, Vize-Meister das Team aus Deutschland.
2010 fand die zweite Weltmeisterschaft im Elektrorollstuhl-Hockey im italienischen Lignano Sabbiadoro mit acht Mannschaften aus Europa und Australien statt. Im Endspiel konnte sich die deutsche Nationalmannschaft mit ihrem Kapitän Görkem Oguz gegen die bis dahin ungeschlagenen Niederlande mit einem knappen Ergebnis von 7:6 durchsetzen und wurde somit Weltmeister. Nationaltrainer ist Deniz Genc. 2014 fand die WM in München statt. Diesmal wurde die Niederlande wieder überlegen Weltmeister.
Deutschland belegte durch einen knappen Sieg gegen die Schweiz nur den 5. Platz.
An der WM 2018 in Italien waren erstmals Vertreter aus Asien und Nordamerika dabei. Aus Europa sind die Niederlande, Italien, Deutschland, Belgien und Dänemark gesetzt. Japan hätte Asien vertreten, verzichtet aber auf die Teilnahme. Dadurch rückte die Schweiz, als Weltranglisten Sechster nach. Dazu kommt Australien aus Ozeanien. Auch der qualifizierte Teilnehmer aus Nordamerika, die USA, hat auf die Teilnahme verzichtet. Dadurch rückte Kanada nach. Weltmeister wurde überraschend Italien. Die Niederlande verpasste erstmals einen Final und wurde Dritter.
Für die Paralympics 2020 wird eine Teilnahme am Demonstrationswettbewerb angestrebt.
Die Weltrangliste (Stand 27. Februar 2020) wird von Deutschland vor Dänemark und Italien angeführt. Die Schweiz belegt den 4. Platz.
| Jahr | Datum                        | Gastgeber                    | Finalstände | Finalstände | Finalstände | Finalstände |
| Jahr | Datum                        | Gastgeber                    | Weltmeister | 2. Platz    | 3. Platz    | 4. Platz    |
| ---- | ---------------------------- | ---------------------------- | ----------- | ----------- | ----------- | ----------- |
| 2004 | 11. bis 13. Juni             | Helsinki (Finnland)          | Niederlande | Deutschland | Italien     | Australien  |
| 2010 | 1. bis 8. November           | Lignano Sabbiadoro (Italien) | Deutschland | Niederlande | Finnland    | Italien     |
| 2014 | 6. bis 10. August            | München (Deutschland)        | Niederlande | Belgien     | Finnland    | Dänemark    |
| 2018 | 24. September bis 1. Oktober | Lignano Sabbiadoro (Italien) | Italien     | Dänemark    | Niederlande | Deutschland |
| 2022 | 9. bis 14. August            | Sursee (Schweiz)             | Dänemark    | Niederlande | Schweiz     | Finnland    |

| # | Land        | Gold | Silber | Bronze |
| - | ----------- | ---- | ------ | ------ |
| 1 | Niederlande | 2    | 2      | 1      |
| 2 | Deutschland | 1    | 1      | 0      |
|   | Dänemark    | 1    | 1      | 0      |
| 4 | Italien     | 1    | 0      | 1      |
| 5 | Belgien     | 0    | 1      | 0      |
| 6 | Finnland    | 0    | 0      | 2      |
| 7 | Schweiz     | 0    | 0      | 1      |

## Europameisterschaften
Seit 2005 finden auch Europameisterschaften statt. Die Mannschaft aus den Niederlanden ist da bisher an allen fünf Turnieren als Sieger hervorgegangen.
| Jahr | Datum               | Gastgeber              | Finalstände                                      | Finalstände                                      | Finalstände                                      | Finalstände                                      |
| Jahr | Datum               | Gastgeber              | Europameister                                    | 2. Platz                                         | 3. Platz                                         | 4. Platz                                         |
| ---- | ------------------- | ---------------------- | ------------------------------------------------ | ------------------------------------------------ | ------------------------------------------------ | ------------------------------------------------ |
| 2005 | 23. bis 26. Juni    | Rom (Italien)          | Niederlande                                      | Deutschland                                      | Italien                                          | Belgien                                          |
| 2008 | 8. bis 16. November | Maasmechelen (Belgien) | Niederlande                                      | Deutschland                                      | Italien                                          | Finnland                                         |
| 2012 | 4. bis 11. Juni     | Nastola (Finnland)     | Niederlande                                      | Belgien                                          | Finnland                                         | Deutschland                                      |
| 2016 | 13. bis 17. Juli    | De Rijp (Niederlande)  | Niederlande                                      | Italien                                          | Deutschland                                      | Belgien                                          |
| 2021 | 31. Mai bis 7. Juni | Nastola (Finnland)     | Aufgrund der Corona-Pandemie nicht stattgefunden | Aufgrund der Corona-Pandemie nicht stattgefunden | Aufgrund der Corona-Pandemie nicht stattgefunden | Aufgrund der Corona-Pandemie nicht stattgefunden |
| 2024 | 20. bis 28. Oktober | Korsør (Dänemark)      | Niederlande                                      | Deutschland                                      | Dänemark                                         | Italien                                          |

| # | Land        | Gold | Silber | Bronze |
| - | ----------- | ---- | ------ | ------ |
| 1 | Niederlande | 5    | 0      | 0      |
| 2 | Deutschland | 0    | 3      | 1      |
| 3 | Italien     | 0    | 1      | 2      |
| 4 | Belgien     | 0    | 1      | 0      |
| 5 | Finnland    | 0    | 0      | 1      |
| 5 | Dänemark    | 0    | 0      | 1      |

## Torschützen
Diese Liste enthält die Top 50 (Stand Februar 2018) der Torschützen die an einer EM oder WM getroffen haben. Hier führt mit 131 Toren der Belgier Björn Sarrazijn, bei 3 Europa- und 2 Weltmeisterschaften.
| Platz |                          |             |      |                                                               |
| Platz | Name                     | Land        | Tore | Teilnahmen                                                    |
| ----- | ------------------------ | ----------- | ---- | ------------------------------------------------------------- |
| 1.    | Björn Sarrazijn          | Belgien     | 131  | EM 2008, WM 2010, EM 2012, WM 2014, EM 2016                   |
| 2.    | Berrie Hommel            | Niederlande | 95   | WM 2004, EM 2005, EM 2008, WM 2010, EM 2012                   |
| 3.    | Anders Berenth           | Dänemark    | 90   | WM 2004, EM 2005, EM 2008, WM 2010, EM 2012, WM 2014, EM 2016 |
| 4.    | Paul Emmering            | Deutschland | 88   | WM 2004, EM 2005, EM 2008, WM 2010, EM 2012, WM 2014          |
| 5.    | Juha Olli Palonen        | Finnland    | 74   | EM 2008, WM 2010, EM 2012, WM 2014, EM 2016                   |
| 6.    | An van Heudsen           | Niederlande | 59   | WM 2004, EM 2005, EM 2008, WM 2010, EM 2012, WM 2014, EM 2016 |
| 7.    | Kamal Tahtahi            | Niederlande | 58   | WM 2004, EM 2005, EM 2008, WM 2010, EM 2012, WM 2014, EM 2016 |
| 8.    | Dennis van den Boomen    | Niederlande | 57   | WM 2004, EM 2005, EM 2008, WM 2010, EM 2012, WM 2014, EM 2016 |
| 9.    | Stefan Müller            | Schweiz     | 56   | EM 2008, WM 2010, EM 2012, WM 2014, EM 2016                   |
| 10.   | Tiziano Fattore          | Italien     | 51   | EM 2005, EM 2008, WM 2010, EM 2012, WM 2014                   |
| 11.   | Marcel van den Mysenberg | Niederlande | 38   | EM 2016, WM 2018                                              |
| 12.   | Jorma Lehmus             | Finnland    | 30   | WM 2004, EM 2005, WM 2010, EM 2012, WM 2014, EM 2016          |
| 13.   | Michael Pryyklad         | Belgien     | 29   | EM 2004, WM 2005                                              |
|       | Claudio Capelli          | Italien     | 29   | WM 2004, EM 2005, EM 2008, WM 2010, EM 2016                   |
| 15.   | Emilio Lopez Babanco     | Niederlande | 25   | WM 2004, EM 2005, WM 2010                                     |
| 16.   | Manuela Rhalf            | Deutschland | 21   | WM 2004, EM 2005, EM 2008                                     |
|       | April Ranshuyzen         | Niederlande | 21   | WM 2004, EM 2012, WM 2014                                     |
|       | Jules van der Heijden    | Niederlande | 21   | WM 2014, EM 2016                                              |
| 19.   | Mattia Muratore          | Italien     | 19   | EM 2012, WM 2014, EM 2016                                     |
|       | Ella-Riikka Isometsa     | Finnland    | 19   | WM 2010, EM 2012, WM 2014, EM 2016                            |
| 21.   | Marjan Meznar            | Slowenien   | 18   | QT 2011, EM 20012                                             |
|       | Nikolaj Richelsen        | Dänemark    | 18   | EM 2008, WM 2010, EM 2012, WM 2014                            |
| 23.   | Saskia Hommel-Beun       | Niederlande | 17   | EM 2005, EM 2010, WM 2010, EM 2012, WM 2014                   |
|       | Andrea Ronsval           | Italien     | 17   | EM 2008, WM 2010, EM 2012, WM 2014                            |
|       | Nasim Afrah              | Deutschland | 17   | WM 2014, EM 2016                                              |
| 26.   | Lars Reniers             | Belgien     | 16   | WM 2004, EM 2005                                              |
|       | Michael Stuart Fox       | Australien  | 16   | WM 2010, WM 2014                                              |
| 28.   | Marco Brusati            | Italien     | 15   | WM 2004, EM 2005, EM 2008                                     |
|       | Silvio Grubert           | Deutschland | 15   | EM 2012, WM 2014                                              |
|       | Görkem Oguz              | Deutschland | 15   | EM 2005, EM 2008, WM 2010                                     |
| 31.   | Stefano Occialini        | Italien     | 13   | WM 2004, EM 2005                                              |
| 32.   | Roland Utz               | Deutschland | 12   | WM 2004, EM 2005, WM 2010                                     |
|       | Ramazan Sahin            | Deutschland | 12   | EM 2005, EM 2008, WM 2010                                     |
|       | Nelson Braillard         | Schweiz     | 12   | WM 2010, EM 2012, WM 2014, EM 2016                            |
|       | Asier Sanchez            | Spanien     | 12   | EM 2016                                                       |
| 36.   | Branka Petrak            | Slowenien   | 9    | QT 2011, EM 2012                                              |
|       | Antti Ämmänkäoski        | Finnland    | 9    | WM 2004, EM 2005, EM 2012, WM 2014                            |
|       | Petri Tapani Matikainen  | Finnland    | 9    | EM 2005, EM 2008, WM 2010, WM 2014, EM 2016                   |
| 39.   | David Drahoninsky        | Tschechien  | 8    | EM 2008                                                       |
|       | Tomasso Liccardo         | Italien     | 8    | EM 2012                                                       |
|       | Tim Heere                | Niederlande | 8    | EM 2012                                                       |
|       | Eva-Maria Bernd          | Deutschland | 8    | WM 2010, WM 2014, EM 2016                                     |
|       | Rodi Feller              | Niederlande | 8    | EM 2016                                                       |
| 44.   | Stephen Webb             | Australien  | 7    | WM 2004                                                       |
|       | Danni Morgensen          | Dänemark    | 7    | WM 2004, EM 2005, EM 2008, WM 2010, EM 2012, WM 2014, EM 2016 |
|       | Claudio Salvo            | Italien     | 7    | WM 2010, EM 2012, WM 2014                                     |
|       | Andreas Vogt             | Deutschland | 7    | WM 2004, EM 2005, EM 2012, WM 2014, EM 2016                   |
|       | Stefan Utz               | Deutschland | 7    | EM 2005, WM 2014, EM 2016                                     |
|       | Ion Jignea               | Italien     | 7    | WM 2014, EM 2016                                              |
|       | Kaan Sisik               | Deutschland | 7    | EM 2016                                                       |